# Добрынины
Добрынины — династия купцов, меценатов, домовладельцев и конезаводчиков.

## История
С XVII века можно отследить первые упоминания о семье Добрыниных, которые тогда были казенными кирпичниками. В 1645 году у кирпичника Матюшки Добрынина была хлебная лавка. Ивашка Добрынин был хозяином хлебной лавки в горшечном ряду в 1686 году, его отец Якушка Добрынин и Евтюшка Добрынин тоже занимались торговлей.
В 1775 году Добрынины становятся купцами 2-й гильдии. Купцом 2-й гильдии становится и Кондратий Евсеевич Добрынин и его жена Мария Григорьевна, а также сыновья Никита и Андрей. Помимо торговли, Добрынины также занимаются общественной деятельностью. Следующими представителями династии были Иван Андреевич, Никита Андреевич, Петр Иванович, Александр Петрович, Николай Никитич, Федор Николаевич, Александр Николаевич, Николай Николаевич, Алексей Николаевич.
Особняк Добрыниных по улице Ленина, 22 стали возводить в Туле в 1813 году. Купец 2-й гильдии Никита Андреевич Добрынин отправил прошение в комитет 22 июля 1840 года, с целью получить разрешения на строительство 2 каменных флигелей по проекту, которые были разработаны Тульской губернской комиссией, а также ворот. Разрешение выдали, с условием, что от согласованного варианта внешнего вида дома купец отступать не будет. Никита Андреевич Добрынин осуществлял торговлю чаем и сахаром. Его сын Николай Никитич Добрынин был уже купцом 1-й гильдии и со временем унаследовал усадьбу.

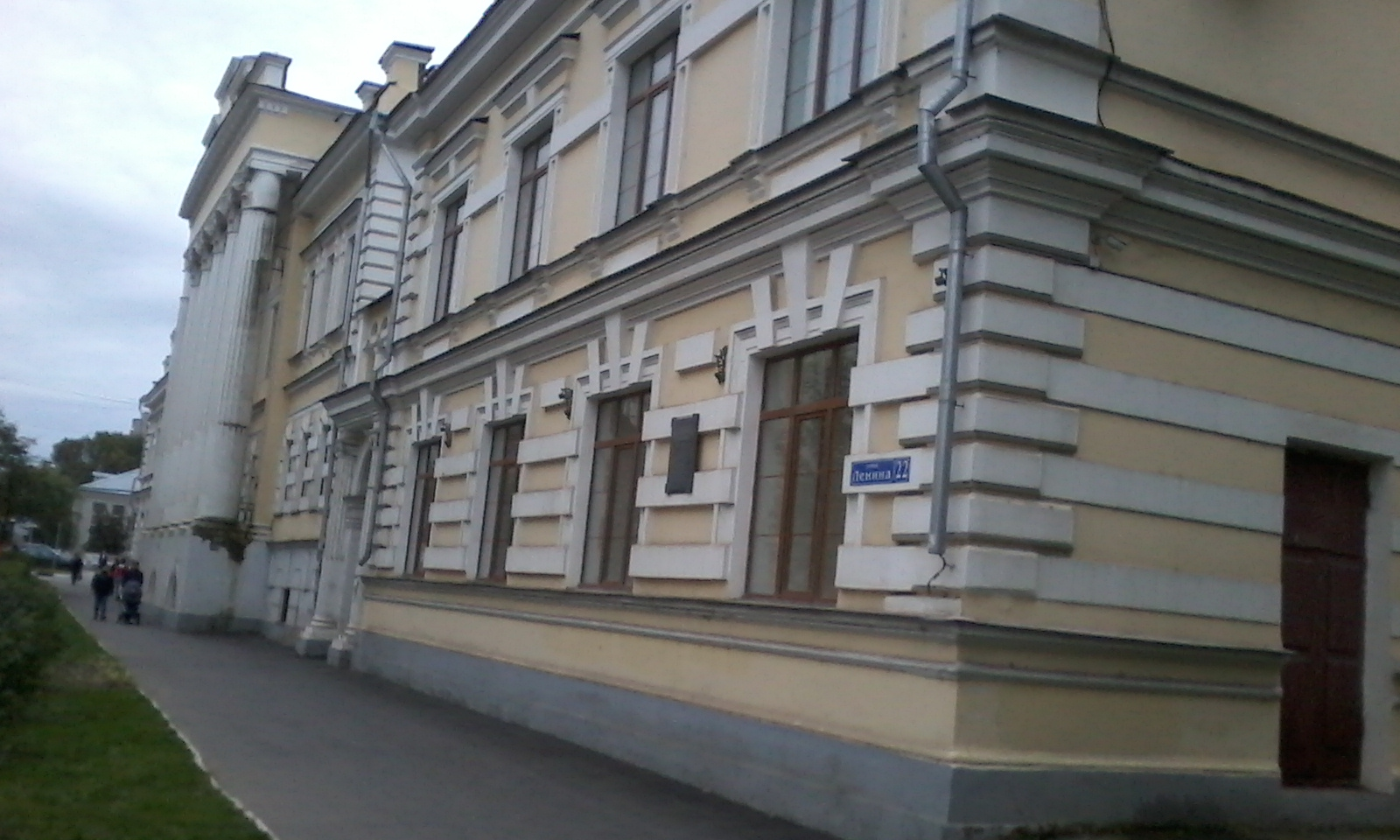
Дом Добрыниных
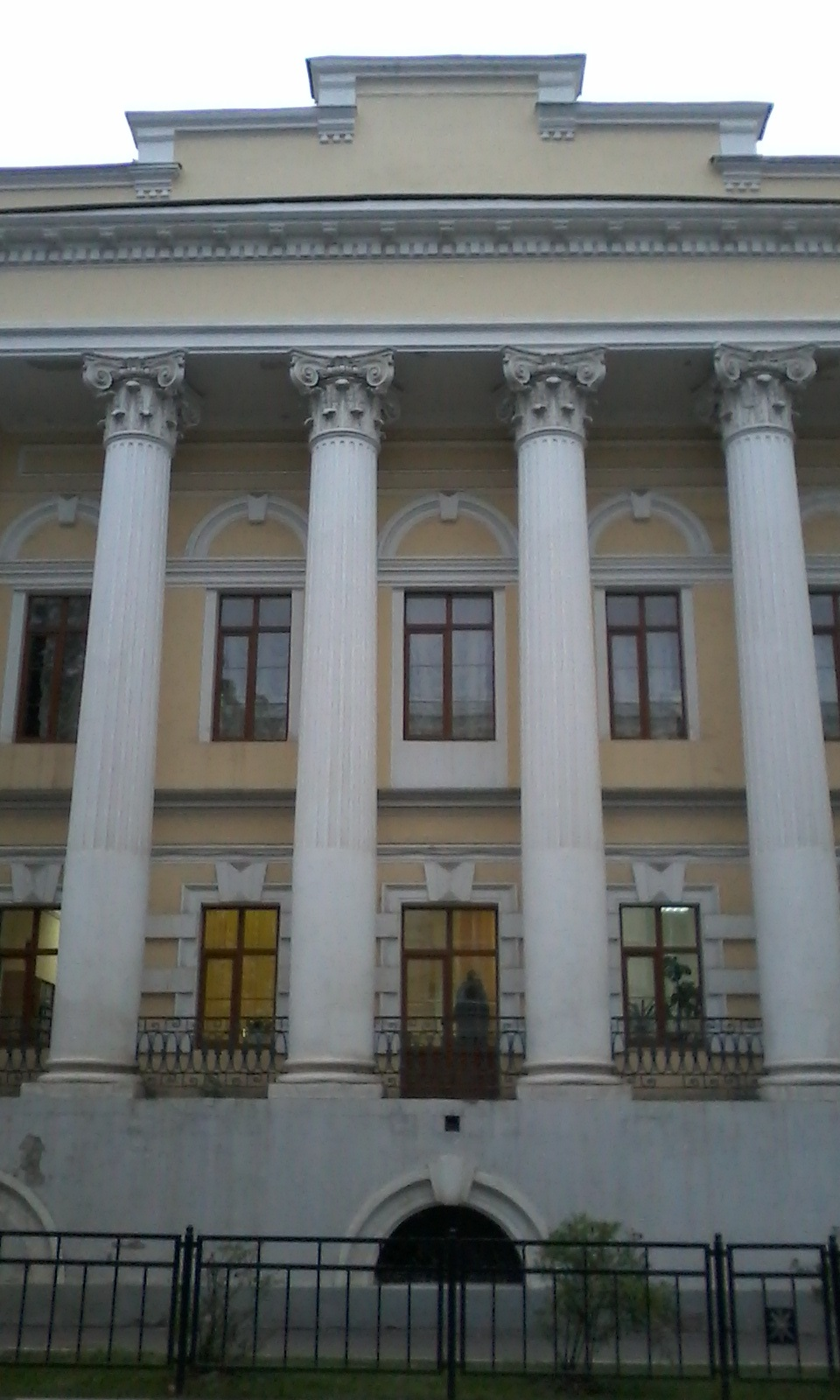
Фасад дома Добрыниных
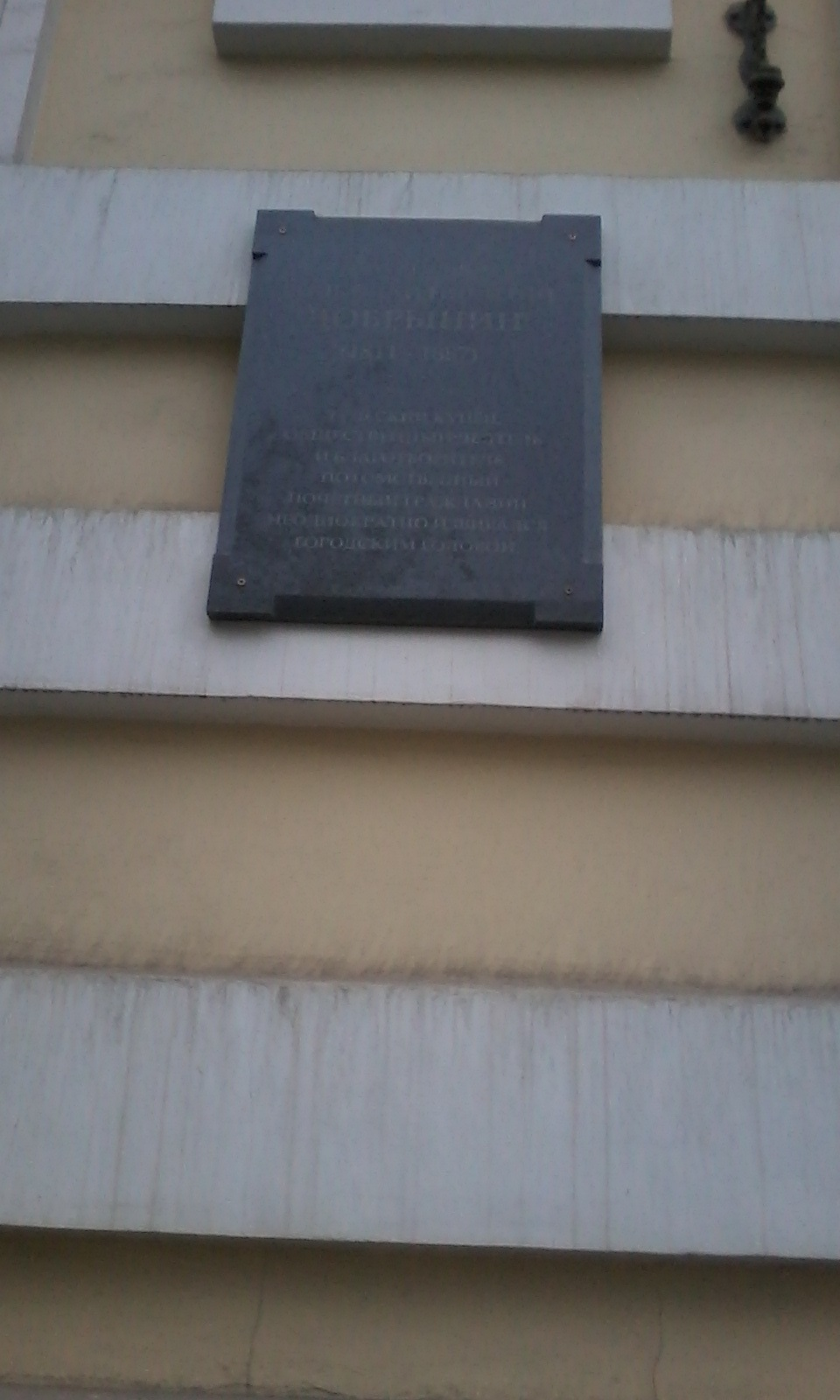
Табличка на доме

В 1834 году Добрынины стали потомственными почётными гражданами. В 1853 году Н. Н. Добрынину принадлежало 9 лавок в торговых рядах на территории Тульского кремля, также у него было 7 лавок на Хлебной площади. Помимо розничной, велась также оптовая торговля. Добрынины покупали зерно в Тульской губернии, затем продавали его на крупных ярмарках. Добрынины торговали железом, в их собственности была кафельная фабрика. На ней работало 5 крестьян, капитал предприятия составлял 3000 рублей.
Добрыниным принадлежали многие дома в Туле. В их собственности было свыше десяти каменных одноэтажных и многоэтажных домов, которые находились в разных частях города. Эта недвижимость сдавалась в аренду под квартиры и магазины. Один из домов, который был в их собственности, располагался на улице Киевской, другой на Посольской. В их доме по улице Ленина, 22 в 1837 году останавливался будущий император Александр II. Позже там расположилось коммерческое училище.
Усадьбу Добрынина по улице Ленина, 22, посещал в 1861 году император Александр II вместе с императрицей Марией Александровной и детьми Сергеем и Марией.
В 1879 году Николай Никитич Добрынин попросил дворянский титул. Его дети Федор и Николай получили образование в Петербурге в коммерческом училище.
Николай Никитич Добрынин купил коневодческое хозяйство в Прилепах генерал-майора кавалерии Л. Н. Гартунга. На этой территории он занялся разведением орловских рысаков. Этот же завод он завещал сыну Алексею Николаевичу.
Добрынины часто избирались городскими головами. Никита Кондратьевич Добрынин был главой города с 1804 по 1806, Никита Андреевич Добрынин с 1829 по 1837, Петр Иванович Добрынин с 1853 по 1855, и с 1862 по 1864 год. Николай Никитич Добрынин был городским главой Тулы 7 раз: в 1846 году, 1856 году, 1859 году, и с 1870 по 1886 год. Здание, которое находится по современному адресу по улице Мосина, 25, он подарил городу, и в 1841 году там открыли Тульский Николаевский детский приют.
Добрынины занимались благотворительностью и жертвовали деньги на храмы в Туле. Так, Николай Никитич инициировал открытие монастыря на Щегловской Засеке, пожертвовал 31 тысячу рублей. Также, братья жертвовали 4 200 рублей на возведение Богоявленского собора в Тульском кремле.
Олимпиада Платоновна Добрынина была вдовой Николая Никитича Добрынина. В 1900 году она продала усадьбу Добрыниных Тульскому купеческому обществу. Там должно было разместиться Тульское коммерческое училище.
В 2015 году в Туле была открыта памятная доска потомственному почётному гражданину Тулы, купцу Н. Н. Добрынину. Памятная доска установлена на фасаде здания Института повышения квалификации работников образования по улице Ленина, 22, где когда-то жил купец с семьей. Участие в открытии доски принимал праправнук купца.